# Joseph Karl Krütli
Joseph Karl Krütli (* 9. Juni 1815 in Luzern; † 18. Oktober 1867 in Bern) war schweizerischer Bundesarchivar.

## Leben und Werk
Krütli besuchte das Gymnasium in Luzern und studierte von 1836 bis 1838 Staatswissenschaften und Geschichte in Jena sowie die Rechte in Heidelberg. In die Schweiz zurückgekehrt, wurde er 1839 Unterarchivar und 1847 Staatsarchivar des Kantons Luzern. 1856 wurde er zweiter Archivar im Bundesarchiv in Bern und war von 1861 bis zu seinem Tod 1867 nach dem Ausscheiden von Johann Jakob Meyer alleiniger Bundesarchivar.
Als solcher übernahm er die Leitung der Amtlichen Sammlung der ältern Eidgenössischen Abschiede, die auf Anordnung der Bundesbehörden im Druck veröffentlicht wurden, und stand während eines vollen Jahrzehnts diesem Unternehmen vor. Sechs umfangreiche Bände der Sammlung erschienen unter seiner Leitung: die Abschiede der Jahre 1421 bis 1477, 1478 bis 1499, 1556 bis 1586, 1649 bis 1680, 1712 bis 1743 und 1743 bis 1777; den Band der Abschiede von 1556 bis 1586 bearbeitete Krütli selbst. Die Universität Jena verlieh ihm 1861 die Ehrendoktorwürde.